# Heterosquilla
Heterosquilla is een geslacht van kreeftachtigen uit de klasse van de Malacostraca (Hogere kreeftachtigen).

## Soorten
- Heterosquilla koning Ahyong, 2012
- Heterosquilla laevis (Hutton, 1879)
- Heterosquilla pentadactyla Ahyong, 2001
- Heterosquilla platensis (Berg, 1900)
- Heterosquilla polydactyla (von Martens, 1881)
- Heterosquilla tricarinata (Claus, 1871)
- Heterosquilla tridentata (Thomson, 1882)
- Heterosquilla trifida Ahyong, 2012